# Mustapekka Arena
La Mustapekka Areena è un impianto sportivo situato nel quartiere Oulunkylä di Helsinki, dove si disputano le partite casalinghe della squadra di calcio IF Gnistan, che milita in Veikkausliiga, la massima serie finlandese. L'impianto ha assunto fra il 2006 e il 2017 la denominazione Fair Play Areena.
Con la promozione del Gnistan in Ykkönen nel 2017 è stato rinnovato il manto erboso del campo; con la successiva promozione della squadra nella massima serie nel 2023 è stato ulteriormente ristrutturato l'impianto, tra cui è stata aumentata la capienza, passata da 1100 a 2200 posti a sedere.